# Corchorus hygrophilus
Corchorus hygrophilus là một loài thực vật có hoa trong họ Cẩm quỳ. Loài này được A.Cunn. ex Benth. mô tả khoa học đầu tiên năm 1863.